# تماس الزتری
تماس الزتری (انگلیسی: Elstree Calling) فیلمی در ژانر کمدی،موزیکال به کارگردانی آلفرد هیچکاک، آندره شارلوت، جک هالبرت و پل مورای است که در سال ۱۹۳۰ منتشر شد. از بازیگران آن می‌توان به آنا می ونگ اشاره کرد.